# Ephedranthus guianensis
Ephedranthus guianensis R.E.Fr. – gatunek rośliny z rodziny flaszowcowatych (Annonaceae Juss.). Występuje endemicznie we wschodniej części Peru, w Wenezueli, Gujanie, Surinamie oraz Gujanie Francuskiej. 

## Morfologia
PokrójZimozielone drzewo dorastające do 8 m wysokości.
LiścieMają podłużnie owalny kształt. Osadzone są na krótkim ogonku liściowym.